# Here ai’a
Here ai’a o Te Pupu Here ai’a Te nunaa ia Ora (tahitià El grup patriòtic per una autonomia política) és un partit polític de la Polinèsia Francesa de caràcter autonomista. Fou fundat el 1965 per John French Mahuru Teariki, aleshores diputat a l'Assemblea Nacional Francesa com a evolució del Reagrupament de les Poblacions Tahitianes (RDPT). Durant aquells anys va organitzar plataformes contra el Centre d'Experimentació del Pacífic que feia assaigs nuclears a Mururoa i en demanda d'un estatut d'autonomia, que s'aconseguí el 1977.
A la mort de Teariki el 1983 el va succeir Jean Juventin, que fou president de l'Assemblea de la Polinèsia Francesa el 1988-1991 i el 1992-1994. El 1991 es presentà a les eleccions territorials formant part de la Unió Polinèsia. El 2004 fou un dels partits que va donar suport la coalició independentista Unió per la Democràcia (UPLD).